# Copa de Libia
La Copa de Libia es el segundo torneo de fútbol a nivel de clubes de Libia, el cual es organizado por la Federación de Fútbol de Libia.
El campeón obtiene la clasificación a la Copa Confederación de la CAF.

## Historia
Fue fundado en el año 1975, aunque entre 1978 y 1995 solamente se jugaron 3 ediciones, ya que en los otros años al subcampeón de liga se le dio el título no oficial de Campeón de Copa, y jugaba la desaparecida Recopa Africana, en donde jugaban los campeones de Copa de cada país miembro de la CAF.
Para el año 1996 la copa cambió de nombre por el de Copa Al Fatah.

## Campeones por temporada
| Temporada | Campeón                              | Resultado                            | Finalista                            |
| --------- | ------------------------------------ | ------------------------------------ | ------------------------------------ |
| 1975      | Al-Ahly Trípoli                      |                                      |                                      |
| 1976      | Al-Ahly Trípoli                      | 2–0                                  | Al-Akhdar Al Bayda                   |
| 1977      | Al-Madina Trípoli                    | 1–0                                  | Al-Hilal Benghazi                    |
| 1978      | Al-Nasr Benghazi                     |                                      |                                      |
| 1979      | no disputada                         | no disputada                         | no disputada                         |
| 1980      | Al-Ahly Benghazi                     |                                      |                                      |
| 1981      | Al-Ahly Benghazi                     |                                      |                                      |
| 1982      | Al-Nasr Benghazi                     |                                      |                                      |
| 1983      | Al-Ahly Trípoli                      |                                      |                                      |
| 1984      | Al-Nasr Benghazi                     |                                      |                                      |
| 1985      | Al-Ahly Trípoli                      |                                      |                                      |
| 1986      | Al-Ittihad Trípoli                   |                                      |                                      |
| 1987      | Libya FC                             |                                      |                                      |
| 1988      | Al-Ahly Benghazi                     | 1–1 (4-3 pen.)                       | Al-Ittihad Trípoli                   |
| 1989      | Al Soukour Tobruk                    |                                      |                                      |
| 1990      | Al-Madina Trípoli                    |                                      |                                      |
| 1991      | Al-Ahly Benghazi                     |                                      |                                      |
| 1992      | Al-Ittihad Trípoli                   | 1–0                                  | Al-Jamarek                           |
| 1993      | Al-Wahda Trípoli                     |                                      |                                      |
| 1994      | Al-Ahly Trípoli                      | 2–0                                  | Al-Ittihad Trípoli                   |
| 1995      | Al-Ahly Trípoli                      |                                      |                                      |
| 1996      | Al-Ahly Benghazi                     | 2–0                                  | Al-Ittihad Al Asskary                |
| 1997      | Al-Nasr Benghazi                     | 1–1 (4-3 pen.)                       | Al-Yarmouk                           |
| 1998      | Al-Shat Trípoli                      | 1–1 (4-2 pen.)                       | Al-Hilal Benghazi                    |
| 1999      | Al-Ittihad Trípoli                   | 2–0                                  | Al-Tahaddy Benghazi                  |
| 2000      | Al-Ahly Trípoli                      | 2–0                                  | Al-Sweahly                           |
| 2001      | Al-Ahly Trípoli                      | 2–1                                  | Al-Madina Trípoli                    |
| 2002      | Al-Hilal Benghazi                    | 1–0                                  | Al-Ittihad Trípoli                   |
| 2003      | Al-Nasr Benghazi                     | 3–2                                  | Al-Ittihad Trípoli                   |
| 2004      | Al-Ittihad Trípoli                   | 0–0 (8-7 pen.)                       | Al-Hilal Benghazi                    |
| 2005      | Al-Ittihad Trípoli                   | 3–0                                  | Al-Akhdar Al Bayda                   |
| 2006      | Al-Ahly Trípoli                      | 2–1                                  | Al Olympic Zaouia                    |
| 2007      | Al-Ittihad Trípoli                   | 1–0                                  | Al-Akhdar Al Bayda                   |
| 2008      | Khaleej Sirte                        | 1–0                                  | Al-Madina Trípoli                    |
| 2009      | Al-Ittihad Trípoli                   | 2–2 (3-2 pen.)                       | Al-Tersana Trípoli                   |
| 2010      | Al-Nasr Benghazi                     | 2–1                                  | Al-Madina Trípoli                    |
| 2011      | No finalizada por la Guerra de Libia | No finalizada por la Guerra de Libia | No finalizada por la Guerra de Libia |
| 2012–2015 | No disputada                         | No disputada                         | No disputada                         |
| 2016      | Al-Ahly Trípoli                      | 1–0                                  | Al-Hilal Benghazi                    |
| 2017      | No disputada                         | No disputada                         | No disputada                         |
| 2018      | Al-Ittihad Trípoli                   | 2–0                                  | Al-Hilal Benghazi                    |
| 2019–2022 | No disputada                         | No disputada                         | No disputada                         |
| 2023      | Al-Ahly Trípoli                      | 2–0                                  | Al-Akhdar Al Bayda                   |

## Títulos por club
| Club                  | Campeón | 2° | Títulos Temporada                                                |
| --------------------- | ------- | -- | ---------------------------------------------------------------- |
| Al-Ahly Trípoli       | 11      | -  | 1975, 1976, 1983, 1985, 1994, 1995, 2000, 2001, 2006, 2016, 2023 |
| Al-Ittihad Trípoli    | 8       | 4  | 1986, 1992, 1999, 2004, 2005, 2007, 2009, 2018                   |
| Al-Nasr Benghazi      | 6       | -  | 1978, 1982, 1984, 1997, 2003, 2010                               |
| Al-Ahly Benghazi      | 5       | -  | 1980, 1981, 1988, 1991, 1996                                     |
| Al-Madina Trípoli     | 2       | 2  | 1977, 1990                                                       |
| Al-Hilal Benghazi     | 1       | 5  | 2002                                                             |
| Al-Shat Trípoli       | 1       | -  | 1998                                                             |
| Khaleej Sirte         | 1       | -  | 2008                                                             |
| Libya FC Trípoli      | 1       | -  | 1987                                                             |
| Al-Soukour Tobruk     | 1       | -  | 1989                                                             |
| Al-Wahda Trípoli      | 1       | -  | 1993                                                             |
| Al-Akhdar Al Bayda    | -       | 4  | -----                                                            |
| Al Olympic Zaouia     | -       | 1  | -----                                                            |
| Al-Sweahly            | -       | 1  | -----                                                            |
| Al-Ittihad Al Asskary | -       | 1  | -----                                                            |
| Al-Jamarek            | -       | 1  | -----                                                            |
| Al-Yarmouk            | -       | 1  | -----                                                            |
| Al-Tahaddy Benghazi   | -       | 1  | -----                                                            |
| Al-Tersana Trípoli    | -       | 1  | -----                                                            |